# Могучие рейнджеры: Космо Ярость
Могучие рейнджеры:  Космо Ярость (англ. Power Rangers Cosmic Fury) — тридцатый, юбилейный сезон популярного американского телесериала «Могучие рейнджеры» и третий сезон сериала «Могучие рейнджеры: Дино Фьюри», основанный на сорок первом сезоне японского телесериала «Super Sentai», «Космический Отряд — Кюрейнджеры». Релиз всех десяти серий состоялся 29 сентября 2023 года на Netflix. «Могучие рейнджеры: Космо Ярость» стал последним сезоном франшизы до её перезагрузки в 2025 году.

## Сюжет
Когда Лорд Зедд возвращается более могущественным, чем когда-либо, команда Космо Ярости отправляется в космос, чтобы сразиться с императором зла - и спасти вселенную такой, какой мы ее знаем.

## Персонажи

### Рейнджеры
- Зейто — Зенитный Дино Фьюри Рейнджер / Зенитный Рейнджер Космо Ярости / Зенитный Морфин Мастер. Роль играет Расселл Карри.
- Амелия Джонс —  Розовый Дино Фьюри Рейнджер / Красный Рейнджер Космо Ярости. Роль играет Хантер Дено.
- Олли Акана — Синий Дино Фьюри Рейнджер / Злой Синий Дино Фьюри Рейнджер / Синий Рейнджер Космо Ярости. Роль играет Кай Мойя.
- Иззи Гарсия — Зелёный Дино Фьюри Рейнджер / Зелёный Рейнджер Космо Ярости. Роль играет Тесса Рао.
- Хави Гарсия — Чёрный Дино Фьюри Рейнджер / Чёрный Рейнджер Космо Ярости. Роль играет Ченс Перес.
- Айон — Золотой Дино Фьюри Рейнджер / Золотой Рейнджер Космо Ярости. Роль играет Джордан Файт.
- Ферн — Оранжевый Рейнджер Космо Ярости. Роль играет Жаклин Джо.
- Билли Крэнстон — Синий Могучий Рейнджер. Роль играет Дэвид Йост.

### Союзники и прочие персонажи
- Хэкилл — Тёмный Дино Заряд Рейнджер. Роль играет Райан Картер.
- Мик Каник — Второй Красный Сталь Ниндзя Рейнджер и бывший наставник Сталь Ниндзя рейнджеров. Роль играет Келсон Хендерсон.
- Красный Морфин Мастер  — Роль озвучивает Дэрил Хабрейкен.
- Синий Морфин Мастер  — Роль озвучивает Кевин Кийес.
- Зелёный Морфин Мастер  — Роль озвучивает Бет Аллен.

- Доктор Лани Акана —  всемирный археолог и мать Олли. Роль играет Шавон Руакере.
- Смотритель Карлос Гарсия — вспыльчивый и строгий смотритель Динохенджа, отец Хави и отчим Иззи. Роль играет Блэр Стрэндж.
- Рина Гарсия — мать Иззи и мачеха Хави. Роль играет Сараид де Сильва.
- Солон  — киборг-солонозавр, близкая подруга Зейто и Айона, наставница Рейнджеров. Роль озвучивает Джозефин Дэвисон.
- Джейн Фэйрвью — главный редактор BuzzBlast. Роль играет Кира Джозефсон.
- Джей-Борг — андроид, созданный компанией Hartford Robotics для BuzzBlast. Роль играет Виктория Эбботт[2].
- Террик — пришелец планеты Рафкон, бывший антагонист (Рыцарь Пустоты/Король Пустоты) прошлого сезона и отец Амелии. Роль играет Джаред Тернер.
- Эд "Поп-Поп" Джонс — разнорабочий в Пайн Ридж и дедушка Амелии. Роль играет Грег Джонсон.
- Генерал Шоу — лидер Grid Battleforce. Роль играет Теуила Блэйкли.
- Мукус — Зверь Спорикс в стиле зелёного слизеподобного гриба, бывшая злодейка. Бывший генерал Рыцаря Пустоты/Короля Пустоты и Королевы Пустоты, ныне подруга Слизера и союзница Рейнджеров. Роль играет и озвучивает Торум Хенг.
- Слизер — робот, бывший злодей основанный на слоне/шпрехшталмейстере. Бывший генерал Рыцаря Пустоты/Короля Пустоты и Королевы Пустоты, ныне друг Мукуса и союзник Рейнджеров. Роль играет и озвучивает Кэмпбелл Кули.
- Зордон — легендарный инопланетный наставник Рейнджеров с планеты Элтар и основатель Могучих Рейнджеров. Роль играет Расселл Карри.

### Антагонисты
- Лорд Зедд / Мастер Зедд — бывший покровитель Риты Репульсы и её последователей. Ныне главный антагонист сезона, сбежавший из тюрьмы Владык Морфов и могущественный злодей во вселенной или император зла. Роль озвучивает Фред Таташор.
- Баджиллия Нэйр — нынешний председатель и генеральный директор компании Squid Ink Inc.. Она и ее дочь Сквиллия освободили Лорда Зедда в рамках заговора с целью получить прибыль от масштабной межгалактической войны. Роль озвучивает Аманда Биллинг.
- Сквиллия Нэйр — дочь Баджиллии Нэйр. Она и её мать освободили Лорда Зедда, её великого кумира. Роль озвучивает Брук Уильямс.
- Скроззл — бывший генерал Эвокса из Кибер Измерения, ныне генерал Лорда Зедда и Баджиллии Нэйр. Роль озвучивает Кэмпбелл Кули.
- Инкворт  — дворецкий Баджиллии Нэйр и Лорда Зедда. Роль озвучивает Крис Хауден.
- Соплимёт - монстр-злодей в стиле Змеи из Squid Ink Inc., работающий под командованием Лорда Зедда и ответственный за то, что он снова взял Олли под контроль зла. Роль озвучивает Марк Райт.
- Джозотик — монстр-злодей основанный на охотнике/пирате, приспешник Squid Ink Inc. Роль озвучивает Эштон Браун.
- Омвхизо — пришелец-злодей в стиле Ворона, работающий под командованием Лорда Зедда, телохранитель Сквиллии. Роль озвучивает Джозеф Витковски.
- Джадана — монстр в стиле Смитсонита из Squid Ink Inc. Роль озвучивает Кристина Ионда.
- Снаутия — монстр в стиле Баку/Крокодила из Squid Ink Inc. Роль озвучивает Лори Данги.
- Крымзо - монстр в стиле Морского скорпиона из Squid Ink Inc. Роль озвучивает Роберт Минолт.
- Кваддо — пришелец в стиле Небесного диска из Небры из Squid Ink Inc. Роль озвучивает Райли Дрюс.
- Зентинели — пехотинцы Лорд Зедда и компании Squid Ink Inc.
- Копигарды — персонализированные солдаты Squid Ink, Inc. и более сильные версии базовых Зентинелей, которых они часто ведут в бой.
- Черви  — монстры в основанные на Олгой-хорхой, обитающий на планете Эрридус.
- Рита Репульса — Межгалактическая колдунья, стремящаяся контролировать Вселенную. Роль озвучивает Сьюзэн Брэйди.

## Эпизоды
| № общий | № в сезоне | Название                                    | Режиссёр      | Автор сценария | Дата премьеры    |
| ------- | ---------- | ------------------------------------------- | ------------- | --- | ---------------- |
| 964     | 1          | «Удар молнии» «Lightning Strikes»           | Майкл Хёрст   | Сюжет: Элвин Дэйл и Бекка Барнс Телесценарий: Майя Томпсон, Бекка Барнс и Элвин Дэйл                                    | 29 сентября 2023 |
| 965     | 2          | «Неисправные» «Beyond Repair»               | Майкл Хёрст   | Сюжет: Бекка Барнс, Элвин Дэйл, Майя Томпсон и Камерон Диксон Телесценарий: Майя Томпсон, Элвин Дэйл и Бекка Барнс      | 29 сентября 2023 |
| 966     | 3          | «Вне сети» «Off Grid»                       | Майкл Хёрст   | Сюжет: Элвин Дэйл и Бекка Барнс Телесценарий: Стиви МакКлири и Элвин Дэйл                                               | 29 сентября 2023 |
| 967     | 4          | «Командная работа» «Team Work»              | Чарли Хэскелл | Сюжет: Майя Томпсон, Камерон Диксон, Бекка Барнс и Элвин Дэйл Телесценарий: Камерон Диксон и Бекка Барнс                | 29 сентября 2023 |
| 968     | 5          | «Рокеры» «Rock Out»                         | Чарли Хэскелл | Сюжет: Элвин Дэйл, Бекка Барнс, Майя Томпсон и Камерон Диксон Телесценарий: Майя Томпсон и Бекка Барнс                  | 29 сентября 2023 |
| 969     | 6          | «Взлёт» «Take Off»                          | Чарли Хэскелл | Сюжет: Бекка Барнс, Элвин Дэйл, Майя Томпсон и Камерон Диксон Телесценарий: Майя Томпсон и Элвин Дэйл                   | 29 сентября 2023 |
| 970     | 7          | «Операция «Приправа»» «Operation Seasoning» | Чарли Хэскелл | Сюжет: Элвин Дэйл, Бекка Барнс, Майя Томпсон и Камерон Диксон Телесценарий: Элвин Дэйл, Стиви МакКлири и Камерон Диксон | 29 сентября 2023 |
| 971     | 8          | «Смена ролей» «Switching Sides»             | Майкл Хёрст   | Сюжет: Бекка Барнс, Элвин Дэйл, Майя Томпсон и Камерон Диксон Телесценарий: Бекка Барнс и Элвин Дэйл                    | 29 сентября 2023 |
| 972     | 9          | «Генеральный план» «Master Plan»            | Майкл Хёрст   | Сюжет: Элвин Дэйл и Бекка Барнс Телесценарий: Элвин Дэйл, Бекка Барнс и Гай Лэнгфолд                                    | 29 сентября 2023 |
| 973     | 10         | «Конец» «The End»                           | Майкл Хёрст   | Элвин Дэйл и Бекка Барнс                                                                                                | 29 сентября 2023 |